# 願人坊主
願人坊主（がんにんぼうず）は、江戸時代（17世紀 - 19世紀）に存在した日本の大道芸人で、神仏に対する参詣・祈願あるいは修行・水垢離を客の代理として行うことに始まり、江戸市中を徘徊して軽口、謎かけ、住吉踊り、あほだら経など、さまざまな芸による門付、あるいは大道芸を行う者の総称である。乞胸と同様に芸能中心の賤民である。「道楽僧」と書くこともあった。住吉踊り、かっぽれをはじめ、念仏踊り系統の多くは願人坊主によって諸国に流布された。

## 概要

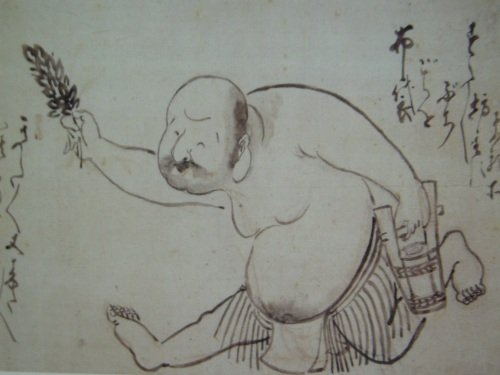
白隠慧鶴が18世紀に描いた、真冬に現れる「すたすた坊主」（『布袋すたすた坊主圖』、1768年以前）。

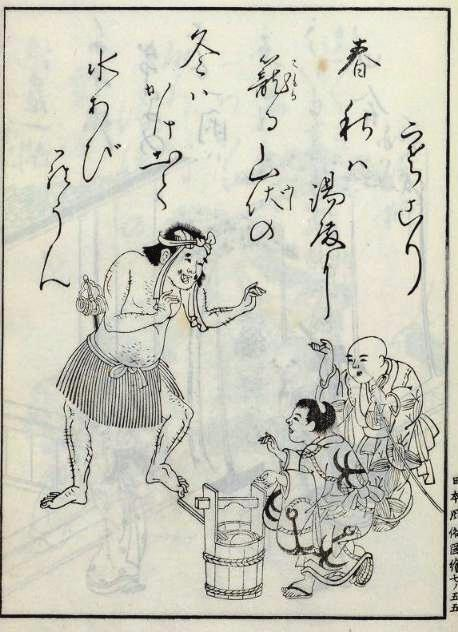
裸で頭には鉢巻、注連縄のような蓑を腰つけ錫杖を持っている。その後裸での物乞いが禁じられ、法衣を着るようになった

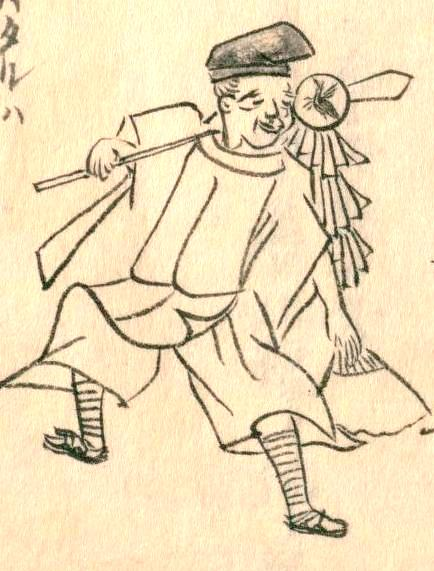
願人坊主の一種である鹿島触り。

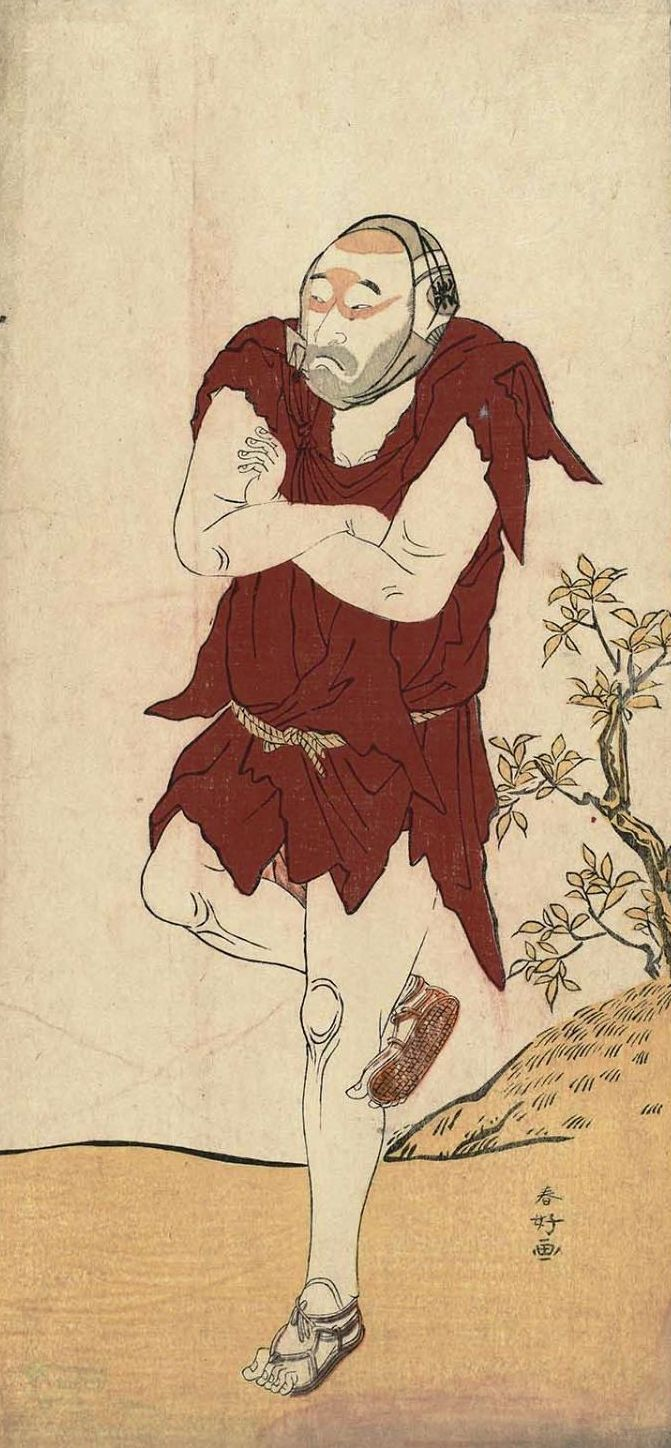
尾上松緑 (初代)の願人坊主。歌舞伎「けいせいいでのやまぶき」より

そもそも「願人」とは「神仏に祈願する人」を意味し、「願人」が「願人坊主」の略称となったのはその登場以降である。出現・活動した時代は江戸時代（17世紀 - 19世紀）、活動場所は江戸市中、寺社奉行の支配下にあって、居住地は「藤沢派」（羽黒派）と「鞍馬派」とに集団を二分されて生活した。当初は代願人として、水垢離などを代理でしていたといわれる。
半僧半俗から徐々に俗化し、僧形の芸人となった。略して願人坊（がんにんぼう）、願人（がんにん）とも。多芸多才で江戸期にはたびたび流行の発信源となった。
実態としては芸をすることにより米銭を乞う乞食坊主で、「代願人の坊主」という意味である。釈迦願人、施餓鬼願人、裸願人、やっとこせ などとも称された。金毘羅行人、半田（稲荷）行人なども同類で、多岐にわたる芸を折々に披露して米や銭を乞うたほか、人に代って代参、代待、祈願の修行、水垢離などもおこない、これを生業とした。大阪では「誓文ばらい」とも言った。
江戸時代後期（19世紀）の1842年（天保13年）に町奉行への報告書によれば、当時は江戸の、
- 橋本町（現在の東京都千代田区東神田）[4][5]
- 芝新網町（現在の同港区浜松町2丁目および海岸1丁目）
- 下谷山崎町（現在の同台東区東上野4丁目）
- 四谷天竜寺門前（現在の同新宿区新宿4丁目）

に集団的に居住していた。同報告書によれば、当時の願人（願人坊主）たちは、判じ物の札（なぞかけ・パズル等が書かれたカード）を配り、集団で歌を歌ったり踊り歩いたりして金銭を得たり、全裸同然のスタイル で町屋の店先に立って芸をし、金銭を乞う、門付等で生計を立てていたとされる。
上方や江戸で、冬になると、寒さにもかかわらずほとんど全裸姿に縄の鉢巻を頭に巻き、腰に注連縄、扇・錫杖を手に持ち歌い踊る「すたすた坊主」（すたすたぼうず、すたすた坊とも）が、門付を行った。これはもともとは、京都の商人が旧暦10月20日に「誓文払い」といって、祇園の冠者殿社に参詣し、店では安売り等の顧客サービスをする日に、店に代わって参詣する願人坊主が由来であった。
「ちょんがれ坊主」（ちょんがれぼうず、江戸ではちょぼくれ坊主とも）と呼ばれる願人坊主もいた。門付をしたり路傍に立ったりして、「ちょんがれ」（江戸ではちょぼくれとも）を歌い、金品を乞うた。錫杖や鈴・金錠を振って拍子をとり、早口で歌う芸であり、「ちょんがれ節」はのちに「浮かれ節」・「浪花節」に発展した
「なまいだ坊主」（なまいだぼうず）と呼ばれた願人坊主は、「南無阿弥陀仏」が訛った「なまいだ」を唱えながら、浄瑠璃語りや物真似といった芸を門付した。
「まかしょ」は、白頭巾・白衣のスタイルで現れ「寒参り」の代行をすると言って町を練り歩き、「天神様」を描いた小紙片を子どもたちに「まかしょ、まかしょ」と叫びながら撒く、そして金銭を乞うという類の願人坊主であった。「まかしょ」は撒けの意。「まかしょ」の姿は、二代目桜田治助が書いて1820年（文政3年）に初演された『寒行雪姿見』のなかで舞踊化されており、現在もその再現を見ることができる。
「わいわい天王」（わいわいてんのう）は、羽織・袴・両刀、天狗あるいは猿田彦の面をつけ、「牛頭天王」と書いたお札を「わいわい天王、騒ぐがお好き」と叫びながら撒く、そして金銭を乞うという類の願人坊主であった。
のちに発展した浪曲以外にも、願人（願人坊主）たちが門付・大道芸として普及させることで発展した、俗謡や踊りがある。「奴さん」という俗謡は、江戸時代末期（19世紀）に願人たちが踊り歌として用いることで流行させ、その後の寄席の出し物、花柳界でのお座敷唄として流行した。「かっぽれ、かっぽれ、甘茶でかっぽれ」の囃子詞で知られる「かっぽれ」も、同様に江戸末期、「住吉踊り」を元に願人たちが踊り歌として用い、伊勢音頭も取り入れることで流行させ、明治時代になって、寄席に歌舞伎に取り入れられて、大ブームとなった。近代「かっぽれ」の始祖・豊年斎梅坊主（1854年 - 1927年）は、兄とともに願人坊主であり、「かっぽれ」を大道芸から寄席芸へと発展させている。
それぞれ得意芸を中心に、曖昧に領域を重ねていたと思われる。
江戸の願人（願人坊主）も、「身分的周縁」にあり管轄としては寺社奉行配下にあった。ぐれ宿（木賃宿）を経営する願人もおり、幕末に急増する地方よりの流民（無宿）の行き先として願人町は急速に膨らんでいく。1873年（明治6年）8月23日、東京府（現在の東京都）が「願人呼称廃止」を布告し、呼称は廃止されたが、代わりに稼業が禁止され、むしろ零落した（松方デフレの影響も大きかったとされる）。その後、新聞・雑誌などによる興味本位の『貧民窟』キャンペーンがあるなど、江戸時代より蔑視があからさまになり、橋本町・鮫ヶ橋はスラムクリアランスにより強制移転の憂き目に会う。
以上が学術的な理解である。芸能的理解者には小沢昭一がおり、その名も「「願人坊主」はわがあこがれの職業」というコラムがある など、現代芸能につながる原点としてみる向きもあり、一定の影響がある。

## 影響
1811年（文化8年）初演の歌舞伎舞踊『七枚続花の姿絵』（七変化物）の1つに、常磐津節の「願人坊主（唄人坊主）」を元に、願人坊主の所作を舞踊化したその名も「願人坊主」という舞踊が存在するが、現在では1929年（昭和4年）に六代目尾上菊五郎が清元節に改めた歌舞伎舞踊『浮かれ坊主』として知られる演目である。派手なふんどしに黒の法衣という滑稽な半裸姿で自分の身の上を面白おかしく踊り、江戸の願人坊主の風情を今に伝えている。このほかにも、願人坊主が登場する歌舞伎はいくつかある。
また地方においても、様々な形で断片が残されている。